# Xyris nubigena
Xyris nubigena är en gräsväxtart som beskrevs av Carl Sigismund Kunth. Xyris nubigena ingår i släktet Xyris och familjen Xyridaceae. Inga underarter finns listade i Catalogue of Life.